# Cadillac BLS
De Cadillac BLS was een middenklasse auto van het Amerikaanse automerk Cadillac. De Cadillac BLS was een herontworpen Saab 9-3 en was het enige Cadillac model dat in Europa uitgebracht werd. De productie van de Cadillac BLS vond plaats tussen 2005 en 2011.

## Geschiedenis
Begin de jaren 2000 begon General Motors (het moederbedrijf van Cadillac) zich op de Europese markt te focussen. Om de markt
van de luxere sedans te kunnen veroveren, lanceerde GM de Cadillac BLS. De BLS werd door Saab geproduceerd en deelde veel
onderdelen met de Saab 9-3. Beide voertuigen werden ook in dezelfde fabriek gebouwd (in Trollhättan, Zweden). De Cadillac BLS was het enige voertuig van Cadillac dat exclusief in Europa te verkrijgen was. In maart 2006 begon de verkoop van de Cadillac BLS. Al sinds de start van de verkoop flopte de BLS. GM verwachtte dat in 2006 al tussen de 7000 en 10.000 voertuigen verkocht werden, in de werkelijkheid werden het er maar 400. In 2007 lanceerde Cadillac een BLS stationwagen.
In 2009 stopte de productie van de BLS in Zweden en verhuisde de productie naar Rusland, waar het nog een jaartje vol hield. Wegens lage verkoopcijfers en het falen van General Motors om de Europese markt te domineren stopte de productie in 2010. Er werden minder dan 10.000 auto's verkocht, waarvan 268 in Nederland.

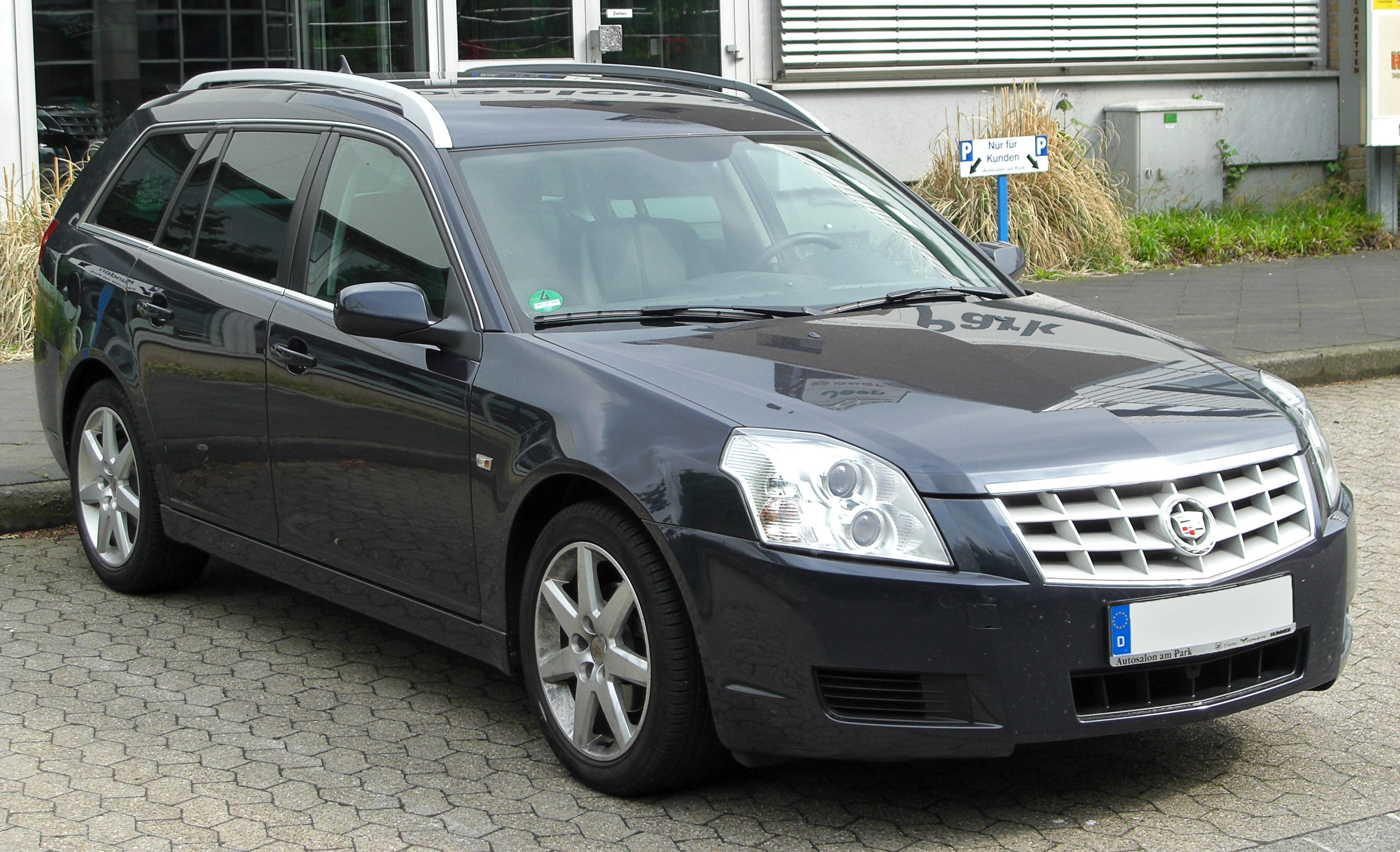
De Cadillac BLS Stationwagen

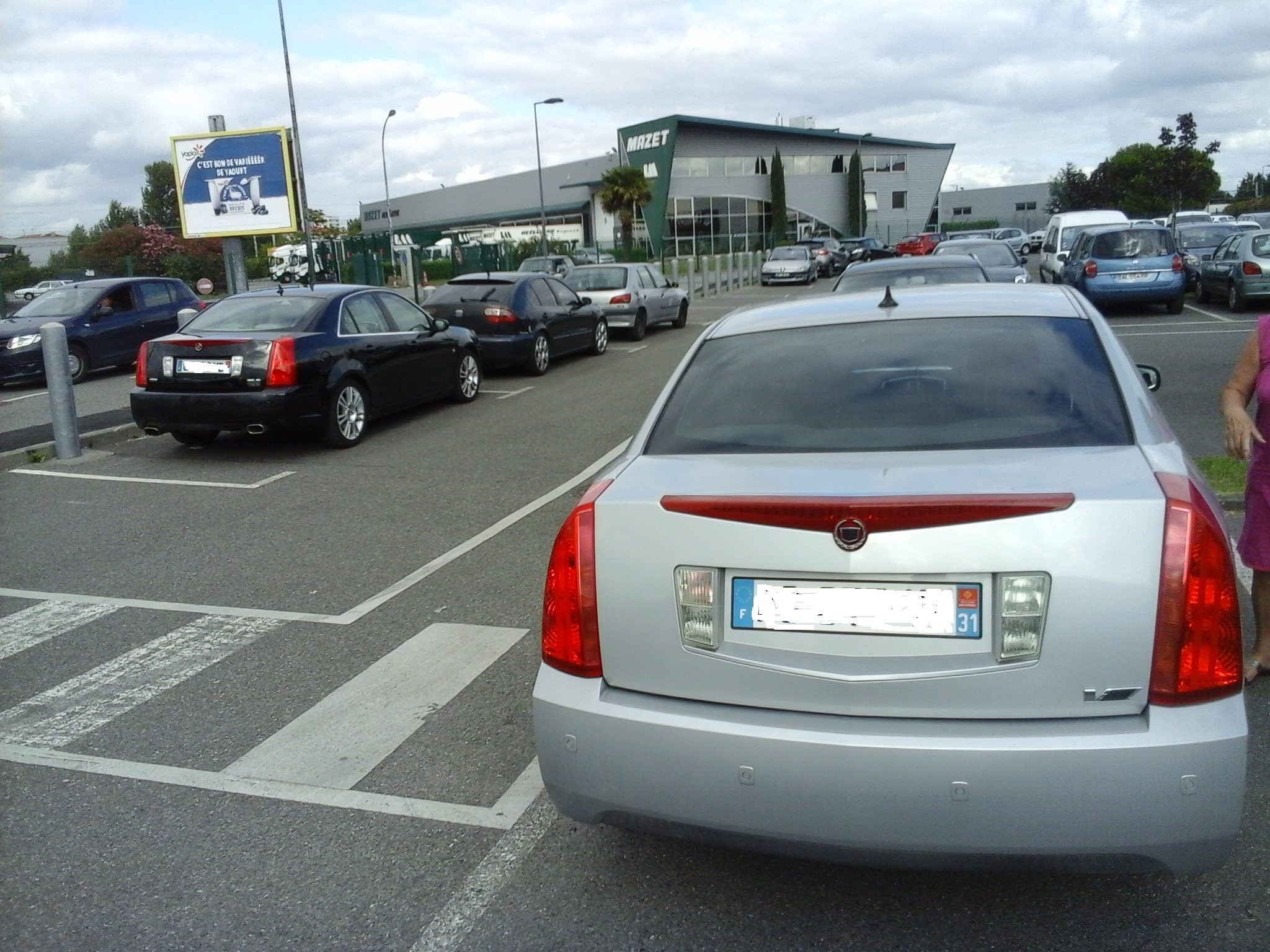
De achterzijde van de Cadillac BLS

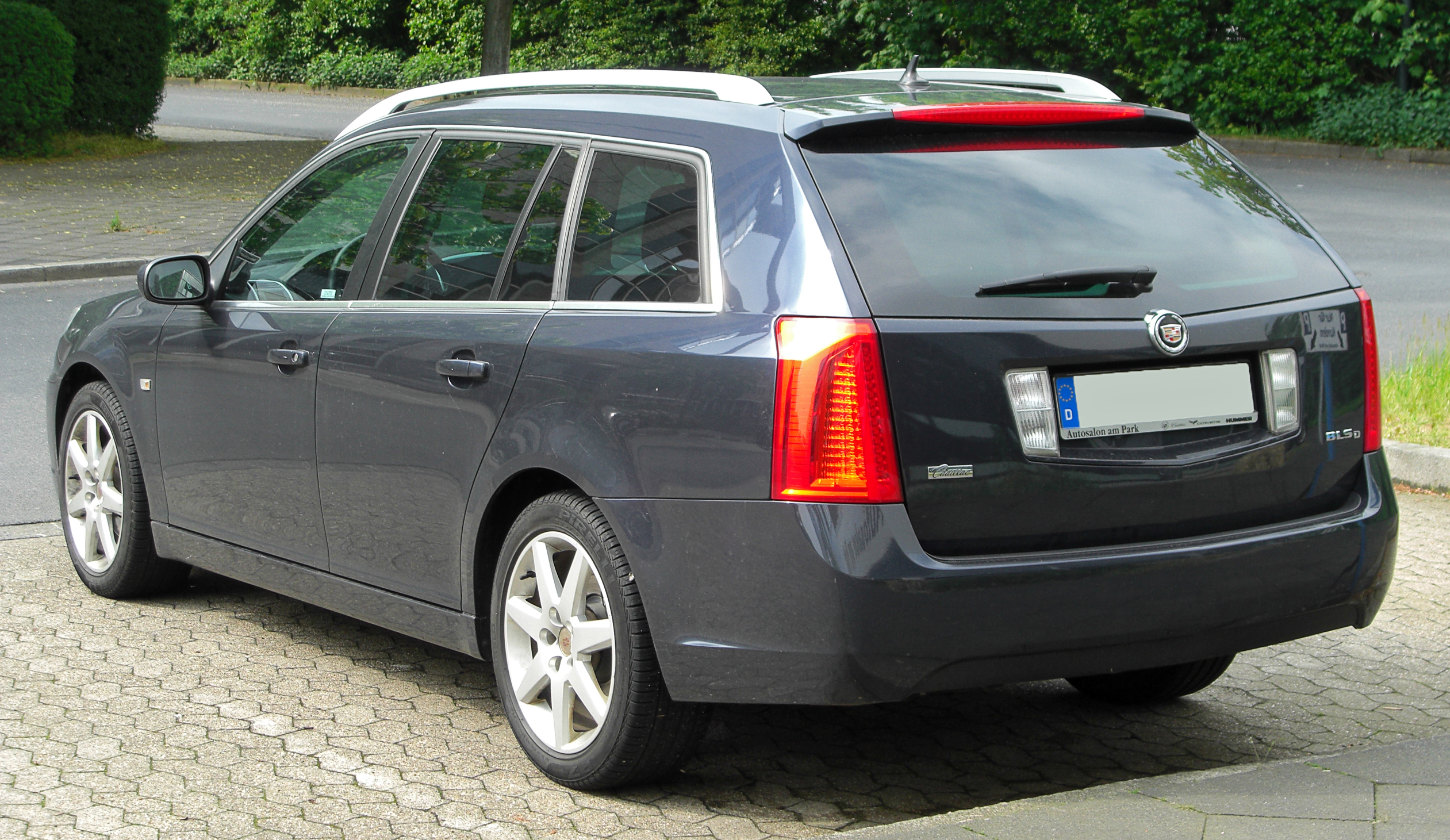
De achterzijde van de BLS Stationwagen

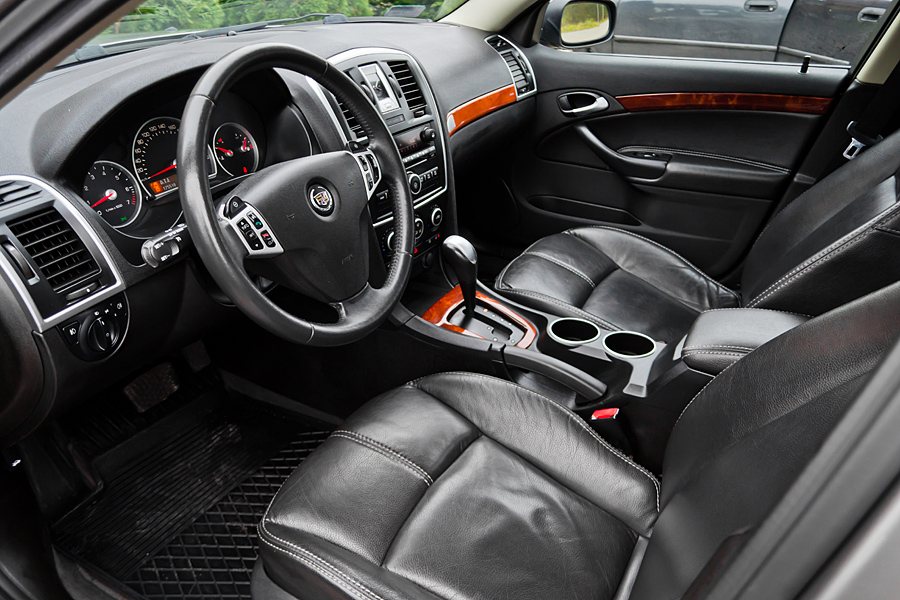
Het interieur van de BLS